# آلتون (نیوهمپشایر)
آلتون (به انگلیسی: Alton) شهری در ایالت نیوهمپشایر کشور ایالات متحده آمریکا است که جمعیت آن در سرشماری سال ۲۰۱۰ میلادی، ۵۰۱ نفر بوده‌است.

## نگارخانه

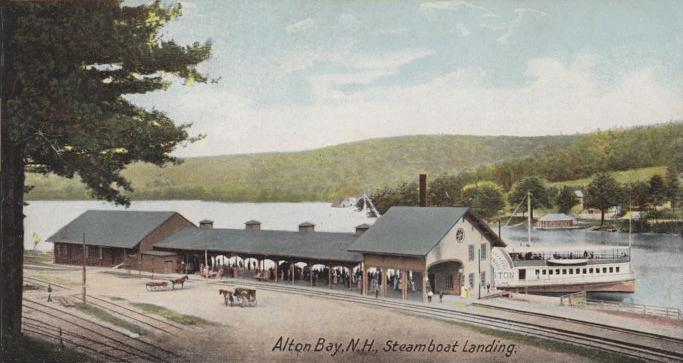
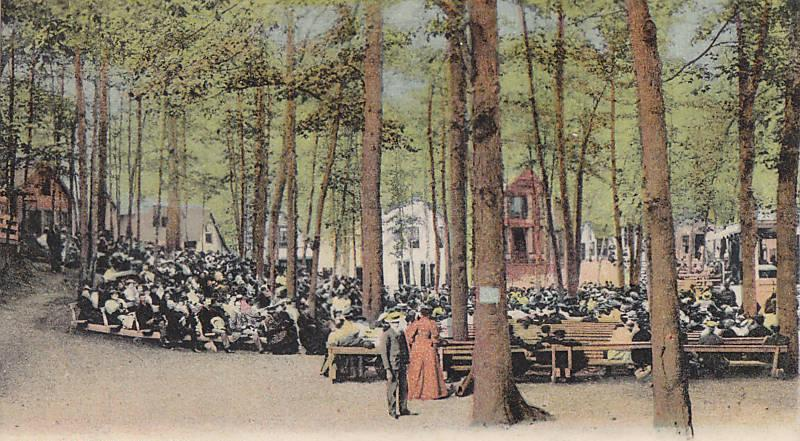
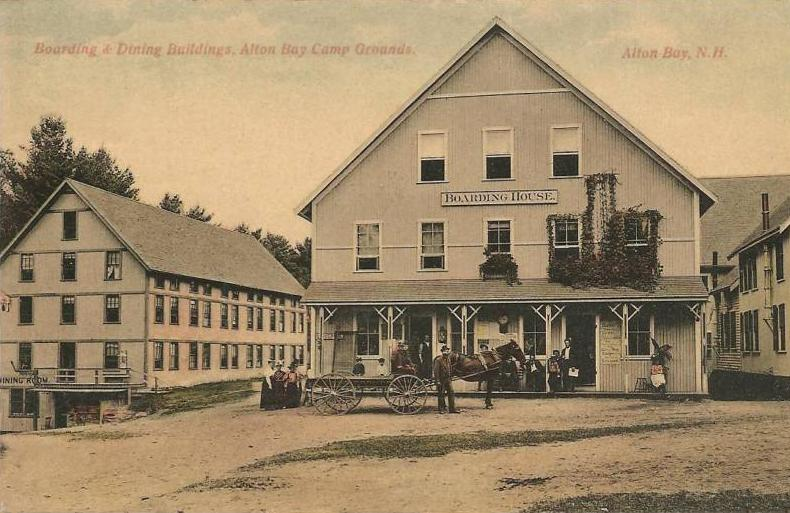